# نوكيا N82
نوكيا N82 هو أحد أجهزة نوكيا، شركة الهواتف والتقنية النقالة. يأتي هذا الجهاز مع شاشة نوعها 320*240 16.7M ألوان. تم إصدار هذا الجهاز في 2007. أما بالنسبة لوضعية إنتاجه الحالية فGSM/UMTS/WLAN 802.11b/g. تقنيته/تردده هي WCDMA 2100 (HSDPA), EGSM 900, GSM 850/1800/1900 MHz (EGPRS). جيل الجهاز هو BB5.0. عامل الشكل (التصميم) للجهاز هو «قطعة حلوى». الجهاز يحتوي على كاميرا بدقة: 5.0 ميغابيكسل مع فلاش زينون. وهو يعد جهاز فوق الرائع